# 原子心母
『原子心母』（げんししんぼ、英語: Atom Heart Mother）は、1970年に発表されたピンク・フロイドのスタジオ・アルバム。ヒプノシスによる牛のジャケットも有名。

## 概要
ピンク・フロイドの本作は全英初登場1位、全米55位を記録するなど各国でヒットした。それまでの彼らのアルバムは、どちらかと言うとアンダーグラウンドで難解な実験音楽的要素が強かったが本作では分かり易く聴きやすい内容になっている。このことがシド・バレット脱退後のバンドに初めて商業的、音楽的成功をもたらすことになる。
ただしロジャーは後にこのアルバムを「フロイドの中で嫌いなアルバムの一つ」と述べている。制作にはメンバー4人だけでなく、オーケストラアレンジとしてロン・ギーシン（イギリスの前衛音楽家）が加わっていたが、「ロン・ギーシンとやったものは全て平凡で駄作。後の作品のステップでしかない」とも述べている。
表題曲「原子心母」はアナログA面を覆い尽くす23分を超える大作で、チェロやブラス・バンド、コーラス隊などを大胆に使った作品である。
原題の「Atom Heart Mother」とは、1970年7月16日の「BBCインコンサート」にピンク・フロイドが出演する際、それまで楽曲名が正式に決まっていなかったこの曲を、司会を担当したDJのジョン・ピールから「お客さんに紹介するためにタイトルが必要だ」と言われ、当日たまたまロン・ギーシンが持っていたイギリスの新聞「イヴニング・スタンダード」紙に掲載された「当時56歳の未亡人が原子力電池で駆動するペースメーカーの埋め込みに成功したと」いう記事の見出し「Atom heart mother named」がメンバーの目に留まり、その場で命名された。
アナログB面は、バンドの個人による書き下ろし曲と、メンバー全員の共作による曲が収録されている。ロジャー・ウォーターズ作「もしも」は、後の傑作『狂気』のコンセプトの原形と言える。ただし、この曲自体は繊細かつ内向的で、後の作品のような攻撃性、社会性、大仰さは見られない。「デブでよろよろの太陽」はデヴィッド・ギルモアによる作品で、ライブレパートリーになった曲である。「サマー'68」はリチャード・ライト作であり、3人による曲の中で一番ポップである。最終トラックの「アランのサイケデリック・ブレックファスト」はバンド全員による共作で、ミュージック・コンクレート作品。1970年12月、ライヴでも1度だけ演奏された。なお、題名に入っているアランとは、当時バンドのロード・マネージャーだったアラン・スタイルスの事で、メニューの声もスタイルスによる（スタイルスは『ウマグマ』の裏ジャケットに映っている人物のどちらか）。
『キャッシュボックス』誌は、「アトム・ハート・マザー」はロックミュージックにとってビートルズの『サージェント・ペパーズ・ロンリー・ハーツ・クラブ・バンド』やクリームの『ホイールス・オブ・ファイアー』と同じくらい重要である。このアルバムは今年のトップ・アルバムの一枚である。」と絶賛した。

## 邦題「原子心母」について
邦題は、「Atom＝原子」「heart=心」「Mother=母」と英語をそのまま直訳したものである。このタイトルをつけたのは、東芝音楽工業（現・EMIミュージック・ジャパン）の洋楽ディレクターだった石坂敬一である。

## 収録曲
1. 原子心母 - Atom Heart Mother （作曲：David Gilmour, Roger Waters, Richard Wright, Nick Mason & Ron Geesin）
  1. 父の叫び - Father's Shout
  2. ミルクたっぷりの乳房 - Breast Milky
  3. マザー・フォア - Mother Fore
  4. むかつくばかりのこやし - Funky Dung
  5. 喉に気をつけて - Mind Your Throats, Please
  6. 再現 - Remergence
2. もしも - If　（作詞・作曲：Roger Waters）
3. サマー'68 - Summer '68 （作詞・作曲：Rick Wright）
4. デブでよろよろの太陽 - Fat Old Sun （作詞・作曲：David Gilmour）
5. アランのサイケデリック・ブレックファスト - Alan's Psychedelic Breakfast　（作曲：David Gilmour, Roger Waters, Rick Wright & Nick Mason）
  1. ライズ・アンド・シャイン - Rise and Shine
  2. サニー・サイド・アップ - Sunny Side Up
  3. モーニング・グローリー - Morning Glory

## カバー・アート
デザインはヒプノシスが担当。コンセプトは「サイケデリックではなく、ピンク・フロイド風でなく、でも奇抜なもの」で、ヒプノシスのストーム・ソーガソンが友人の写真家に相談したら「牛ではどうか？」と言われたので、ロンドン北部へドライブに行って、最初にあった牧場で写真を撮った。
この牛は、アーサー・チョーク氏所有のルルベル3世。チョークはアルバムが大ヒットしたことを知り、ルルベルのギャラとして1,000ポンド（今のレートで130,000円）を要求したが、ピンク・フロイドのマネジャーに却下された。

## 再現
2008年6月15日、デヴィッド・ギルモアは、ロンドンで行われた「原子心母」のオーケストラ・アレンジを務めた前衛音楽家ロン・ギーシン主催の、「Atom Heart Mother」と題されたコンサートに出演し、10名のブラス奏者、地元合唱団、チェロ奏者のキャロライン・デイル、イタリアのフロイドのコピーバンドのマン・フロイド、ギーシンと共に「原子心母」を演奏した。